# Trinity (rivière)
Pour les articles homonymes, voir Trinity.
La Trinity est le plus long affluent du fleuve Klamath, et coule sur environ 200 km dans le nord-ouest de la Californie aux États-Unis. Elle irrigue une partie des cordillères côtières, en particulier les monts Klamath, au nord-ouest de la vallée du Sacramento. Considérée comme particulièrement pittoresque, elle traverse pour la majeure partie de son parcours des canyons étroits et des prairies.

## Géographie
La rivière prend sa source dans le nord-est du comté de Trinity, en Californie, dans la forêt nationale de Shasta-Trinity le long du versant oriental des monts Scott (en), une sous-chaîne des monts Klamath.
Elle s'écoule sud-sud-ouest le long du versant occidental des monts Trinity dans le lac Trinity formé sur la rivière par le barrage de Trinity, puis immédiatement dans le plus petit lac Lewiston, formé par le barrage Lewiston (en) à Lewiston. Après le barrage, elle coule généralement ouest-nord-ouest près de Weaverville et le long du versant méridional des Trinity Alps (en). Elle reçoit du nord les eaux de la New River (en) à Burnt Ranch et du sud celles de sa branche sud, la South Fork Trinity, le long de la ligne de démarcation avec le comté de Humboldt.
De la confluence avec la branche sud, elle coule nord-nord-ouest à travers la réserve indienne de la vallée des Hupas et rejoint le Klamath par le sud, au nord du comté de Humboldt, à Weitchpec (en), à environ 32 km de la côté Pacifique. Les deux lacs Trinity et Lewiston font partie de l'aire de loisirs nationale Whiskeytown-Shasta-Trinity.
La rivière a été un lieu d'extraction aurifère, y compris l'extraction hydraulique à grande échelle, depuis les jours de la ruée vers l'or. Le courant rapide de la rivière en fait maintenant une destination prisée pour le rafting en eaux-vives et le kayak. La rivière est aussi connue pour ses saumons et ses truites arc-en-ciel, maintenues en partie grâce à la pisciculture.

## Source
- (en) Cet article est partiellement ou en totalité issu de l’article de Wikipédia en anglais intitulé « Trinity River (California) » (voir la liste des auteurs).